# Risoluzioni del Consiglio di sicurezza delle Nazioni Unite (1401-1500)
| Risoluzione | Data              | Voto (favorevoli/contrari/non votanti)       | Oggetto                                                                                 |
| 1401        | 28 marzo 2002     |                                              | Situazione in Afghanistan                                                               |
| 1402        | 30 marzo 2002     |                                              | Situazione in Medio Oriente, tra cui la questione palestinese                           |
| 1403        | 4 aprile 2002     |                                              | Medio Oriente/Palestina                                                                 |
| 1404        | 18 aprile 2002    |                                              | Situazione in Angola                                                                    |
| 1405        | 19 aprile 2002    |                                              | Medio Oriente/Palestina                                                                 |
| 1406        | 30 aprile 2002    |                                              | Situazione del Sahara occidentale                                                       |
| 1407        | 3 maggio 2002     |                                              | Situazione in Somalia                                                                   |
| 1408        | 6 maggio 2002     |                                              | Situazione in Liberia                                                                   |
| 1409        | 14 maggio 2002    |                                              | Situazione tra Iraq e Kuwait                                                            |
| 1410        | 17 maggio 2002    |                                              | Situazione in Timor Est                                                                 |
| 1411        | 17 maggio 2002    |                                              | Tribunale Internazionale per i crimini nell'ex-Jugoslavia e nel Ruanda                  |
| 1412        | 17 maggio 2002    | Adottata all'unanimità                       | Situazione in Angola                                                                    |
| 1413        | 23 maggio 2002    |                                              | Situazione in Afghanistan                                                               |
| 1414        | 23 maggio 2002    |                                              | Ammissione di Timor Est                                                                 |
| 1415        | 30 maggio 2002    |                                              | Situazione in Medio Oriente                                                             |
| 1416        | 13 giugno 2002    |                                              | Situazione in Cipro                                                                     |
| 1417        | 14 giugno 2002    |                                              | Situazione nella Repubblica Democratica del Congo                                       |
| 1418        | 21 giugno 2002    |                                              | Situazione in Bosnia ed Erzegovina                                                      |
| 1419        | 26 giugno 2002    |                                              | Situazione in Afghanistan                                                               |
| 1420        | 30 giugno 2002    |                                              | Bosnia-Erzegovina                                                                       |
| 1421        | 3 luglio 2002     |                                              | Bosnia-Erzegovina                                                                       |
| 1422        | 12 luglio 2002    |                                              | Missione di peacekeeping                                                                |
| 1423        | 12 luglio 2002    |                                              | Bosnia-Erzegovina                                                                       |
| 1424        | 12 luglio 2002    |                                              | Situazione in Croazia                                                                   |
| 1425        | 22 luglio 2002    |                                              | Situazione in Somalia                                                                   |
| 1426        | 24 luglio 2002    |                                              | Ammissione della Svizzera                                                               |
| 1427        | 29 luglio 2002    |                                              | Situazione in Georgia                                                                   |
| 1428        | 30 luglio 2002    |                                              | Situazione in Medio Oriente                                                             |
| 1429        | 30 luglio 2002    |                                              | Situazione nel Sahara occidentale                                                       |
| 1430        | 14 agosto 2002    |                                              | Situazione tra Eritrea e Etiopia                                                        |
| 1431        | 14 agosto 2002    |                                              | Tribunale Internazionale per i crimini in Ruanda                                        |
| 1432        | 15 agosto 2002    |                                              | Situazione in Angola                                                                    |
| 1433        | 15 agosto 2002    |                                              | Angola                                                                                  |
| 1434        | 6 settembre 2002  |                                              | Eritrea e Etiopia                                                                       |
| 1435        | 24 settembre 2002 |                                              | Medio Oriente, tra cui la situazione Palestinese                                        |
| 1436        | 24 settembre 2002 |                                              | Sierra Leone                                                                            |
| 1437        | 11 ottobre 2002   |                                              | Croazia                                                                                 |
| 1438        | 14 ottobre 2002   |                                              | Minacce alla pace internazionale e alla sicurezza provocate dagli atti di terrorismo    |
| 1439        | 18 ottobre 2002   |                                              | Angola                                                                                  |
| 1440        | 24 ottobre 2002   |                                              | Minaccia terroristica                                                                   |
| 1441        | 8 novembre 2002   |                                              | Ultima possibilità di disarmo all'Iraq                                                  |
| 1442        | 25 novembre 2002  |                                              | Cipro                                                                                   |
| 1443        | 25 novembre 2002  |                                              | Iraq e Kuwait                                                                           |
| 1444        | 27 novembre 2002  |                                              | Afghanistan                                                                             |
| 1445        | 4 dicembre 2002   |                                              | Congo                                                                                   |
| 1446        | 4 dicembre 2002   |                                              | Sierra Leone                                                                            |
| 1447        | 4 dicembre 2002   |                                              | Iraq e Kuwait                                                                           |
| 1448        | 9 dicembre 2002   |                                              | Angola                                                                                  |
| 1449        | 13 dicembre 2002  |                                              | Stesura elenco dei candidati giudici per il Tribunale Internazionale per il Ruanda      |
| 1450        | 13 dicembre 2002  |                                              | Minacce alla sicurezza generate dal terrorismo                                          |
| 1451        | 17 dicembre 2002  |                                              | Medio Oriente                                                                           |
| 1452        | 20 dicembre 2002  |                                              | Terrorismo                                                                              |
| 1453        | 24 dicembre 2002  |                                              | Afghanistan                                                                             |
| 1454        | 30 dicembre 2002  |                                              | Iraq e Kuwait                                                                           |
| 1455        | 17 gennaio 2003   |                                              | Rafforzamento sanzioni contro i gruppi terroristici                                     |
| 1456        | 20 gennaio 2003   |                                              | Terroristi combattenti                                                                  |
| 1457        | 24 gennaio 2003   |                                              | Situazione nella Repubblica Democratica del Congo                                       |
| 1458        | 28 gennaio 2003   |                                              | sanzioni contro la Liberia                                                              |
| 1459        | 28 gennaio 2003   |                                              | Supporto al Kimberley Process Identification Scheme                                     |
| 1460        | 30 gennaio 2003   |                                              | Condanna dell'uso di bambini-soldato                                                    |
| 1461        | 30 gennaio 2003   |                                              | Estensione forza di interposizione in Libano                                            |
| 1462        | 30 gennaio 2003   |                                              | Conflitto Georgia-Abkhazia                                                              |
| 1463        | 30 gennaio 2003   |                                              | Estensione missione nel Sahara occidentale                                              |
| 1464        | 4 febbraio 2003   |                                              | Situazione in Costa d'Avorio                                                            |
| 1465        | 13 febbraio 2003  |                                              | Condanna degli attacchi a Bogotá, Colombia                                              |
| 1466        | 14 febbraio 2003  |                                              | Estensione missione in Etiopia e Eritrea                                                |
| 1467        | 18 febbraio 2003  |                                              | Proliferazione delle armi nell'Africa occidentale                                       |
| 1468        | 20 febbraio 2003  |                                              | Situazione nella Repubblica Democratica del Congo                                       |
| 1469        | 25 febbraio 2003  |                                              | Estensione missione nel Sahara occidentale                                              |
| 1470        | 28 marzo 2003     |                                              | Estensione missione in Sierra Leone                                                     |
| 1471        | 28 marzo 2003     |                                              | Estensione missione in Afghanistan                                                      |
| 1472        | 28 marzo 2003     |                                              | Rifornimenti umanitari in Iraq                                                          |
| 1473        | 4 aprile 2003     |                                              | Rallentamento del ritiro delle forze ONU da Timor Est                                   |
| 1474        | 8 aprile 2003     |                                              | Violazione dell'embargo degli armamenti in Somalia                                      |
| 1475        | 14 aprile 2003    |                                              | Situazione in Cipro                                                                     |
| 1476        | 24 aprile 2003    |                                              | Estensione del programma "Oil-for-Food" in Iraq                                         |
| 1477        | 29 aprile 2003    |                                              | Inoltro di un elenco di candidati a giudici temporanei dell'ICTR all'Assemblea Generale |
| 1478        | 6 maggio 2003     |                                              | Estensione delle sanzioni contro la Liberia                                             |
| 1479        | 13 maggio 2003    |                                              | Costituzione missione in Costa d'Avorio                                                 |
| 1480        | 19 maggio 2003    |                                              | Estensione della missione in Timor Est                                                  |
| 1481        | 19 maggio 2003    |                                              | Aumento dei poteri ai giudici temporanei dell'ICTY                                      |
| 1482        | 19 maggio 2003    |                                              | Estensione dei mandati di molti giudici dell'ICTR                                       |
| 1483        | 22 maggio 2003    | 14-0                                         | Approvazione nuovo governo in Iraq                                                      |
| 1484        | 30 maggio 2003    |                                              | Dispiegamento forze di emergenza in Bunia, nella Repubblica Democratica del Congo       |
| 1485        | 30 maggio 2003    |                                              | Estensione della missione in Sahara occidentale                                         |
| 1486        | 11 giugno 2003    |                                              | Estensione delle operazioni in Cipro                                                    |
| 1487        | 12 giugno 2003    |                                              |                                                                                         |
| 1488        | 26 giugno 2003    |                                              | Estensione della forza di stabilizzazione nella Costa d'Avorio                          |
| 1489        | 26 giugno 2003    |                                              | Sfruttamento delle risorse naturali nella Repubblica Democratica del Congo              |
| 1490        | 3 luglio 2003     |                                              | Estensione osservatori ONU sul confine Iraq-Kuwait                                      |
| 1491        | 11 luglio 2003    |                                              | Situazione in Bosnia-Herzegovina                                                        |
| 1492        | 18 luglio 2003    |                                              | Situazione in Sierra Leone                                                              |
| 1493        | 28 luglio 2003    |                                              | Estensione delle forze ONU nella Repubblica Democratica del Congo                       |
| 1494        | 30 luglio 2003    |                                              | Conflitto Georgia-Abkhazia                                                              |
| 1495        | 31 luglio 2003    | unanimità                                    | Estensione della missione nel Sahara occidentale                                        |
| 1496        | 31 luglio 2003    |                                              | Medio Oriente: estensione della forza di interposizione in Libano                       |
| 1497        | 1º agosto 2003    | 12-0-3 (astenuti Francia, Germania, Messico) | Costituzione della forza multinazionale in Liberia                                      |
| 1498        | 4 agosto 2003     |                                              | Estensione forza di stabilizzazione nella Costa d'Avorio                                |
| 1499        | 13 agosto 2003    |                                              | Sfruttamento delle risorse naturali nella repubblica democratica del congo              |
| 1500        | 14 agosto 2003    | 14-0-1 (Siria)                               | Iraq e Kuwait                                                                           |